# کهنه‌سرا
کهنه‌سرا، روستایی است از توابع بخش مرکزی شهرستان نوشهر در استان مازندران ایران.

## جمعیت
این روستا در دهستان بلده کجور قرار داشته و براساس سرشماری سال ۱۳۸۵جمعیت آن ۹۱۲نفر (۲۲۲خانوار) بوده‌است. مردم  کهنه‌سرا از قومیت طبری هستند. مردم  کهنه‌سرا به زبان طبری با گویش کجوری سخن می‌گویند.